# Acide toluènesulfonique
L'acide toluènesulfonique ou acide méthylbenzènesulfonique est un composé aromatique de formule brute C7H8O3S. Il constitué d'un cycle benzénique substitué par un groupe méthyle (toluène) et un groupe sulfo (SO3H). Comme tous les benzènes disubstitués, il existe sous la forme de trois isomères, les composés ortho, méta et para, en fonction de la position relative de ces deux groupes sur le cycle.
Si l'acide benzylsulfonique est parfois appelé « acide α-toluènesulfonique », il n'est en général pas considéré comme un isomère à proprement parler de l'acide toluènesulfonique.

## Propriétés
| Acide toluènesulfonique   |                                                                                  |                                                                                 | |
| Nom systématique          | Acide 2-méthylbenzolsulfonique                                                   | Acide 3-méthylbenzolsulfonique                                                  | Acide 4-méthylbenzolsulfonique                                                                       |
| Autre nom                 | acide 2-toluènesulfonique acide orthotoluènesulfonique acide o-toluènesulfonique | Acide 3-toluènesulfonique acide métatoluènesulfonique acide m-toluènesulfonique | Acide 4-toluènesulfonique acide paratoluènesulfonique acide p-toluènesulfonique APTS acide tosilyque |
| Représentation            |                                                                                  |                                                                                 | |
| Numéro CAS                | 88-20-0                                                                          | 617-97-0 (monohydrate) 342385-54-0 (hydrate)                                    | 104-15-4 6192-52-5 (monohydrate)                                                                     |
| PubChem                   | 6925                                                                             | 105362                                                                          | 6101                                                                                                 |
| Formule brute             | C7H8O3S                                                                          | C7H8O3S                                                                         | C7H8O3S                                                                                              |
| Masse molaire             | 172,20 g·mol−1                                                                   | 172,20 g·mol−1                                                                  | 172,20 g·mol−1                                                                                       |
| État (CNTP)               | solide                                                                           | solide                                                                          | solide                                                                                               |
| Apparence                 |                                                                                  |                                                                                 | cristal blanc ou violet (anhydre) cristal blanc (monohydrate) odeur âcre                             |
| Point de fusion           | 67,5 °C                                                                          | 111 °C                                                                          | 106 °C                                                                                               |
| Point d'ébullition        |                                                                                  |                                                                                 | 185 à 187 °C                                                                                         |
| Masse volumique           |                                                                                  | 1,296 g·cm-3 (25 °C)                                                            | 1,24 g·cm-3 (20 °C)                                                                                  |
| Point d'éclair            |                                                                                  | 113 °C                                                                          | 180 °C                                                                                               |
| Point d'auto-inflammation |                                                                                  |                                                                                 | 600 °C                                                                                               |
| Solubilité (eau)          | 202 g·l-1 (25 °C)                                                                |                                                                                 | 750 g·l-1 (20 °C)                                                                                    |
| LogP                      | -0,620                                                                           |                                                                                 | 0,93                                                                                                 |
| SGH                       |                                                                                  | Hydrate Danger                                                                  | Monohydrate Attention                                                                                |
| Phrase H et P             |                                                                                  | H301, H311, H314 et H331                                                        | H315, H319 et H335                                                                                   |
| Phrase H et P             |                                                                                  | P261, P280, P310, P301+P310 et P305+P351+P338                                   | P302+P352, P304+P340 et P305+P351+P338                                                               |

## Synthèse
L'acide 2-toluènesulfonique et l'acide 4-toluènesulfonique peuvent être obtenus par sulfonation du toluène avec de l'acide sulfurique concentré pour donner un mélange des deux composés.